# Смолник
Смолник (болг. Смолник) — село в Бургасской области Болгарии. Входит в состав общины Карнобат. Находится примерно в 14 км к югу от центра города Карнобат и примерно в 44 км к западу от центра города Бургас. По данным переписи населения 2011 года, в селе  проживало 126 человек, преобладающая национальность — болгары.

## Население
| Год     | 1934 | 1946 | 1956 | 1965 | 1975 | 1985 | 1992 | 2001 | 2011 |
| ------- | ---- | ---- | ---- | ---- | ---- | ---- | ---- | ---- | ---- |
| Жителей | 991  | 1149 | 1113 | 811  | 533  | 380  | 330  | 263  | 126  |

|  |